# Спиридон Стоянов
Спиридон Стоянов Лещов е български опълченец и адвокат.

## Биография
Роден е на 6 декември 1851 г. в Габрово. Завършва Априловската гимназия. На 16-годишна възраст се установява в Румъния и живее сред българските емигранти. Завръша се като част от Българското опълчение при обявяването на Руско-турската война от 1877 – 1878 г.
След Освобождението се установява като просбописец, а после като адвокат (без специално юридическо образование) в Севлиево, кодето създава семейство. Няколко години е съдебен пристав в Лясковец. След това окончателно се установява като адвокат в Севлиево. Взима активно участие в обществения и политическия живот в града, както и участва дейно в борбите против привържениците на Националлибералната партия (радослависти), търпи тежък побой, вследствие, на който умира през 1895 г.
Личният му архив се съхранява във фонд № 578К в Държавен архив – Габрово. Той е част от Семеен фонд Лещови, който се състои от 101 архивни единици от периода 1878 – 1946 г.